# 卡林西亞 (斯洛維尼亞)
卡林西亞（英語：Carinthia；斯洛維尼亞語： [kɔˈɾóːʃka] ⓘ），又稱為斯洛維尼亞卡林西亞（英語：Slovene Carinthia、Slovenian Carinthia），是斯洛維尼亞北部的一個傳統地區。當地為前卡林西亞公國東南部的小地區，第一次世界大戰後，根據1919年的聖日耳曼條約，該地區被分配給斯洛維尼亞人、克羅埃西亞人和塞爾維亞人國。它的中心城鎮和最大的城镇是拉夫內納科羅什凱姆，而是在森林茂密的山區裡有三個河谷，各有其局部的中心城鎮。:14
自從斯洛維尼亞於2004年5月加入歐盟以來，已經付出了很多努力來重新整合卡林西亞作為一個文化、旅遊和經濟單位。這個歷史悠久的地區在斯洛維尼亞沒有正式的行政區地位，只能算是一個非正式省份。

## 範圍
該地區位於南石灰岩山脉中的卡拉萬克斯山脈，由兩個分離的區域組成，總面積為478平方公里（185平方英里）：
- 梅扎河谷延伸至與德拉瓦河谷的交匯處，包括科罗什卡地区奇尔纳市镇、梅日察市鎮、普雷瓦列市鎮和拉夫內納科羅什凱姆市鎮以及德拉沃格勒市鎮。
- 位於席伯格山口（英语：Seeberg Saddle）以南的耶泽尔斯科市镇。

所有這些市镇都與北邊的奧地利卡林西亞邦接壤。

## 名人
- 羅伯特·科倫，足球運動員
- 波斯簡·納赫巴，籃球運動員
- 尼積錫·比斯尼克，足球運動員
- 卡塔琳娜·斯雷博特尼克，網球運動員
- 馬高·蘇拿，足球運動員
- 胡戈·沃爾夫，作曲家

## 註解
1. ↑  In geographic sources, the terms Pohorje Drava Region (Pohorsko Podravje), Upper Drava Region (Zgornje Podravje), and Hilly Drava Region (Gorato Podravje) have been used as well.[1] In popular sources, the most prominent has been the name Carinthian region (Koroška pokrajina), particularly from 1955 until 1994.[1]
2. ↑  The term Slovene Carinthia may also refer to the southern part of the Austrian State of Carinthia settled by Slovenes.[1] In this case, the term Southeastern Carinthia has been used, encompassing Carinthia in Slovenia and the Jaun Valley (Slovene: ) in Austria.